# Sphaerocera bimaculata
Sphaerocera bimaculata är en tvåvingeart som beskrevs av Samuel Wendell Williston  1896. Sphaerocera bimaculata ingår i släktet Sphaerocera och familjen hoppflugor. Inga underarter finns listade i Catalogue of Life.